# 津山城
津山城（つやまじょう）是位於現今日本岡山縣津山市山下地區的一座城堡，另有鶴山城的別名。現被選為日本100名城，其遺址被規劃為鶴山公園，也被列入日本櫻名所100選。
津山城位於津山盆地的中央處，其形式為梯郭式平山城，在17世紀至19世紀期間為津山藩的藩廳，也是藩主的居城。其東側以丘陵地及吉井川的支流宮川為屏障，南側以吉井川，西側以吉井川的另一條支流藺田川為外郭，其內區域則是城下町主要區域。

## 歷史

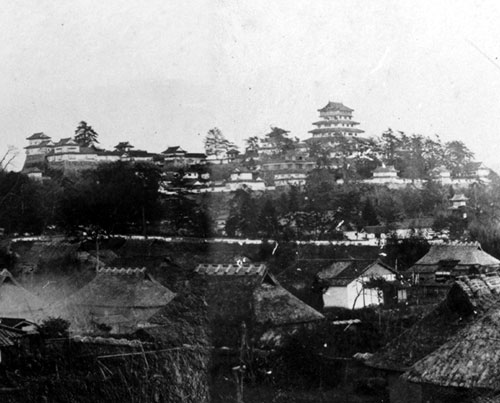
約1872年拍攝的津山城全景

最初在1441年至1444年期間，美作國守護大名山名教清曾在此處建立鶴山城，但沒多久就隨著山名氏的沒落而遭棄置。
1603年森忠政入主美作國，將此地的地名由「鶴山」改為「津山」後，並開始興建津山城；重建的津山城最終在1616年完成，直到1871年實施廢藩置縣前都是津山藩的藩廳。
此後由於遭到閒置，津山城的建築陸續遭到拆除或破壞，直到1890年石垣也開始崩壞後，促使當地開始發起保存津山城的倡議；因此1900年津山城的區域被津山町公所劃為鶴山公園，並開始大量栽種櫻花樹，1963年被列為國家史蹟。
2002年後開始規劃重建過去的建築，於2005年完成「備中櫓」，2006年完成天守台南側的「太鼓塀」。

## 照片集

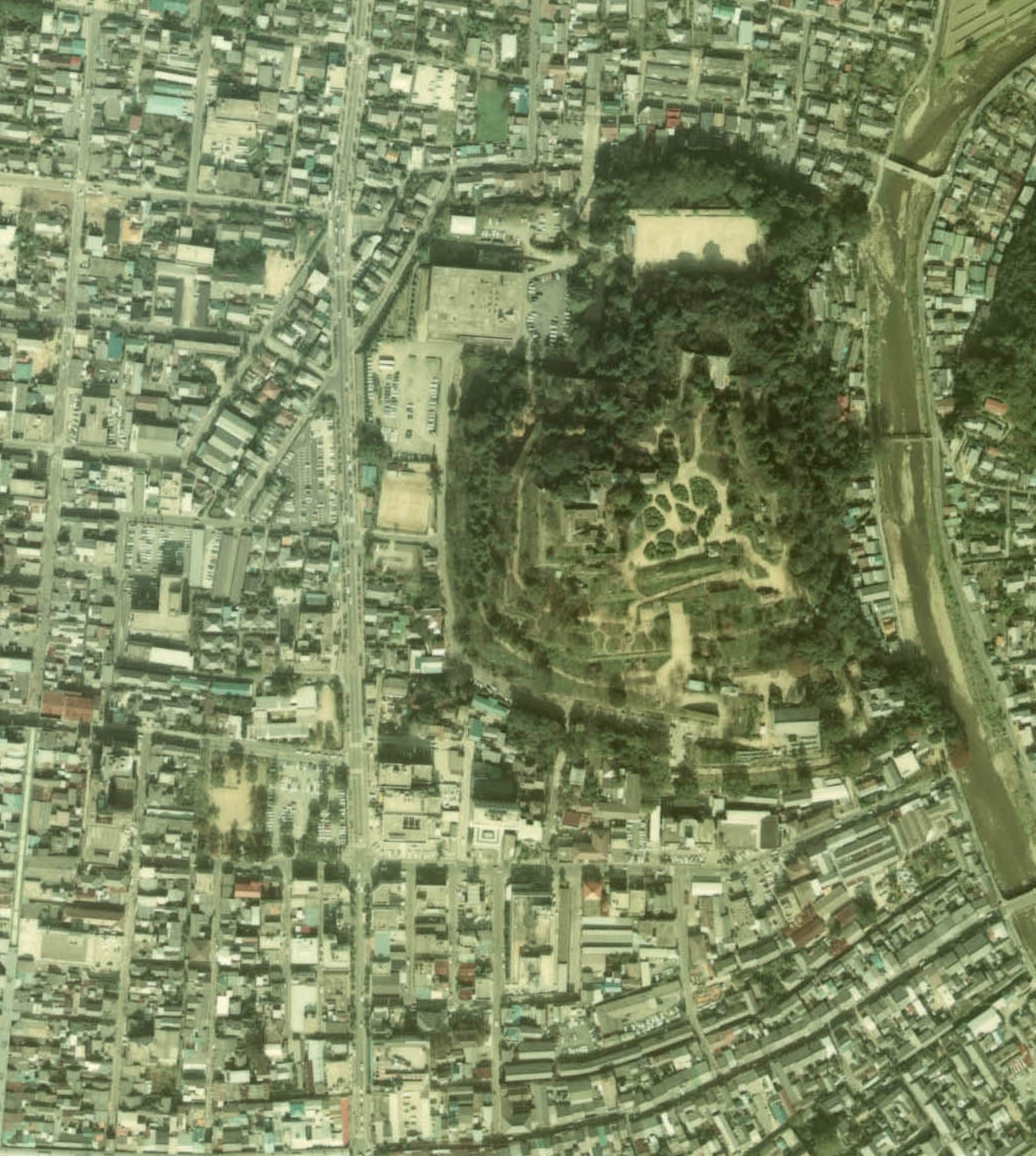
1976年拍攝的津山城空拍圖
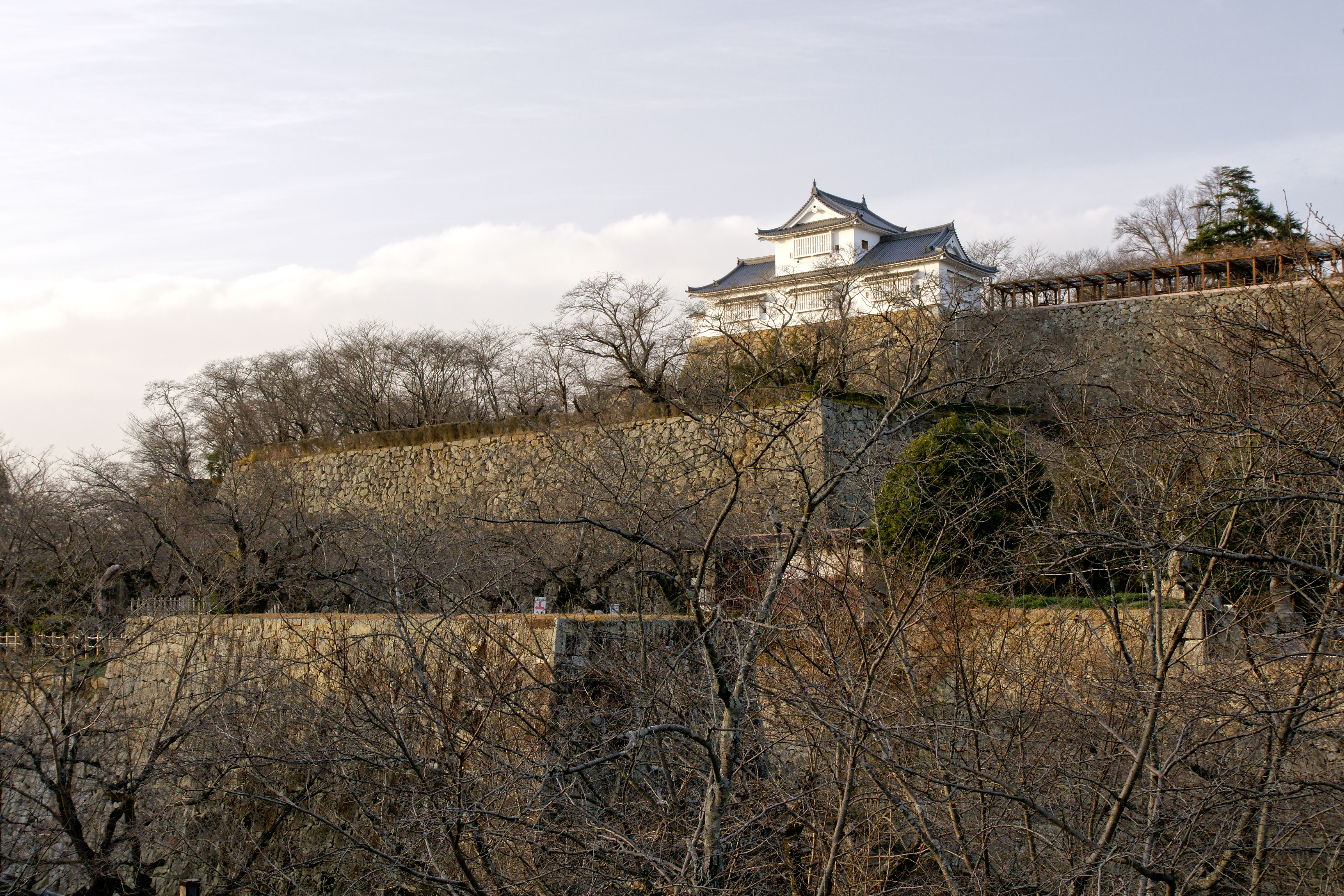
津山城的石垣及重建的備中櫓
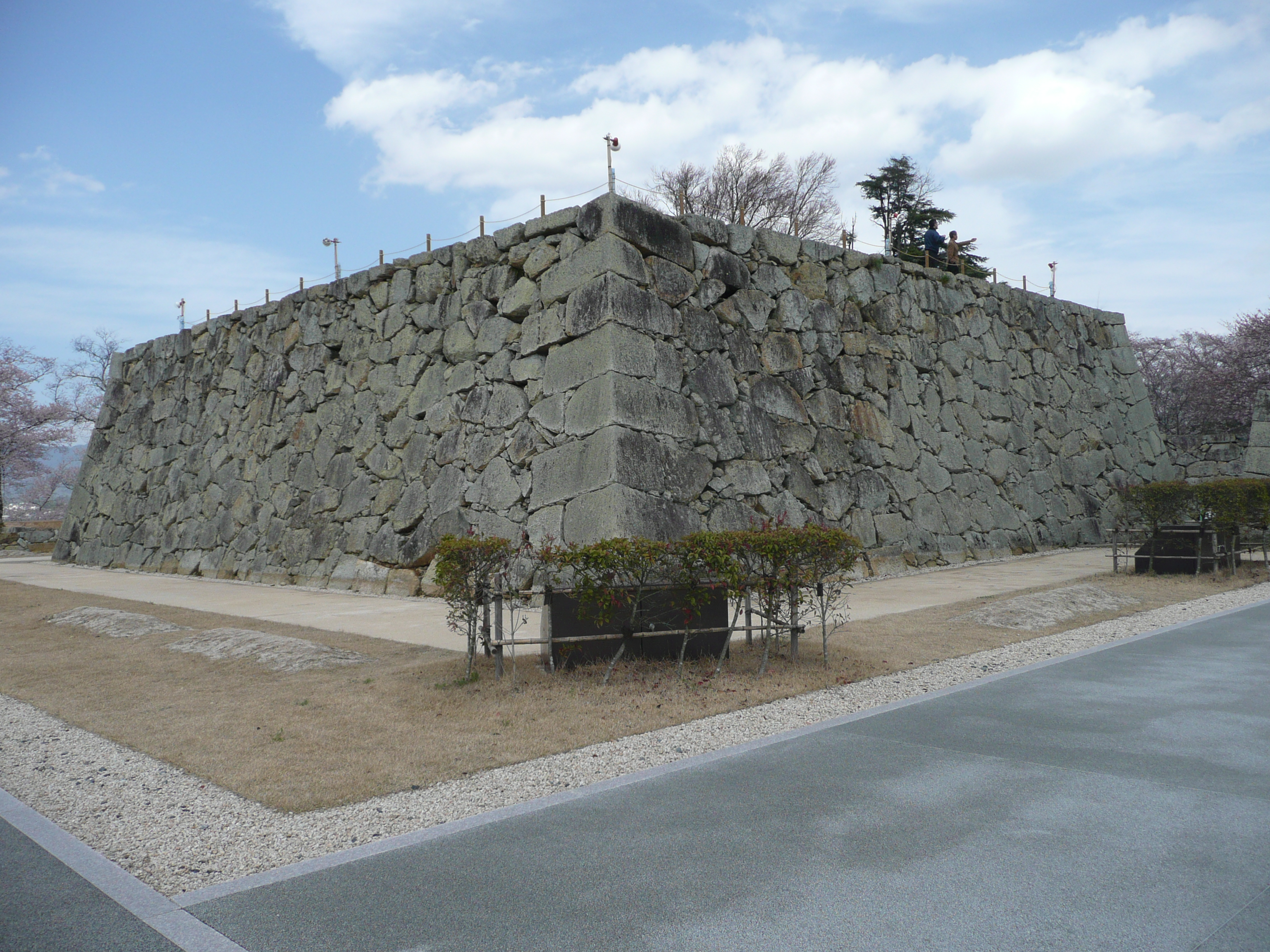
天守台
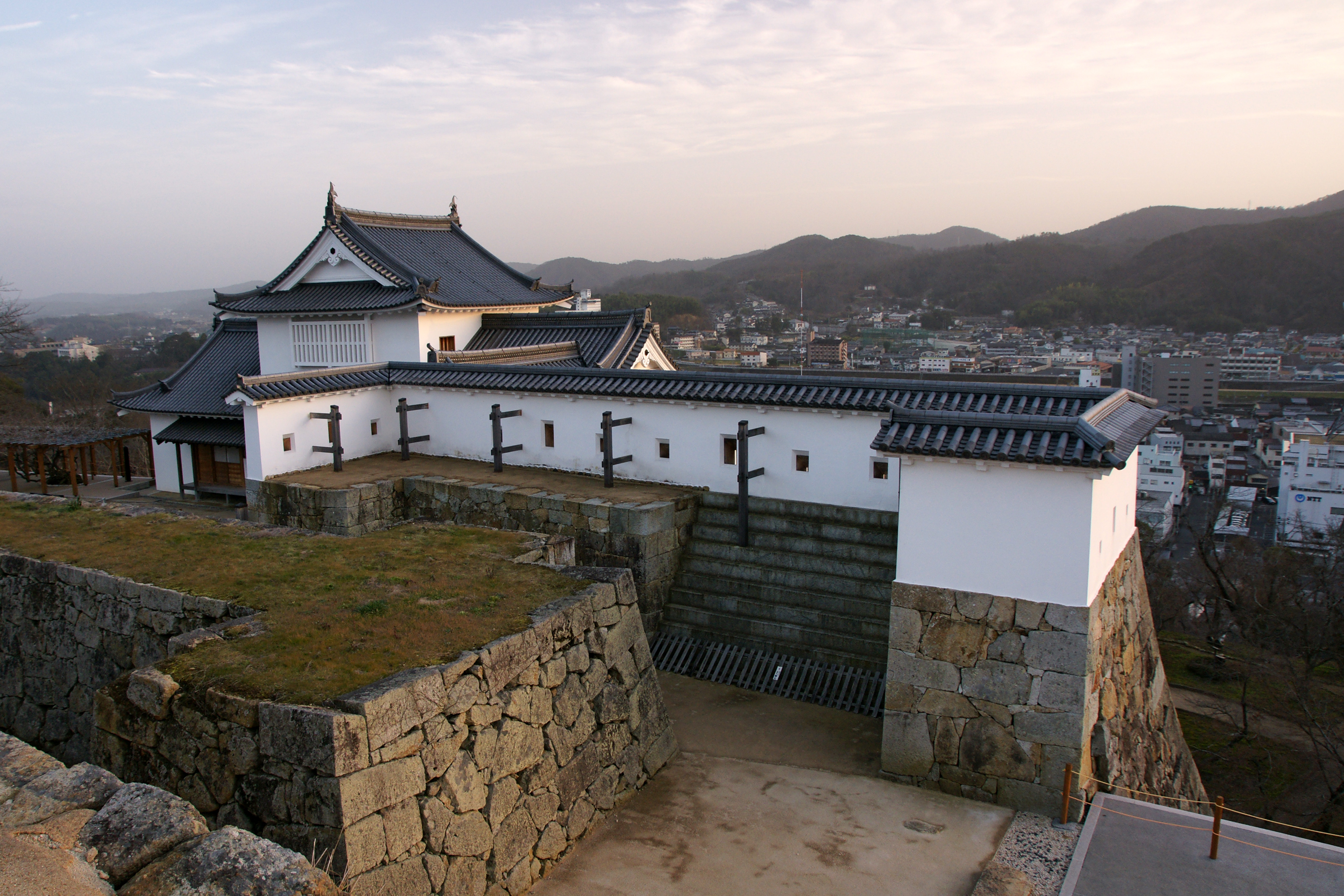
從天守台看到的備中櫓
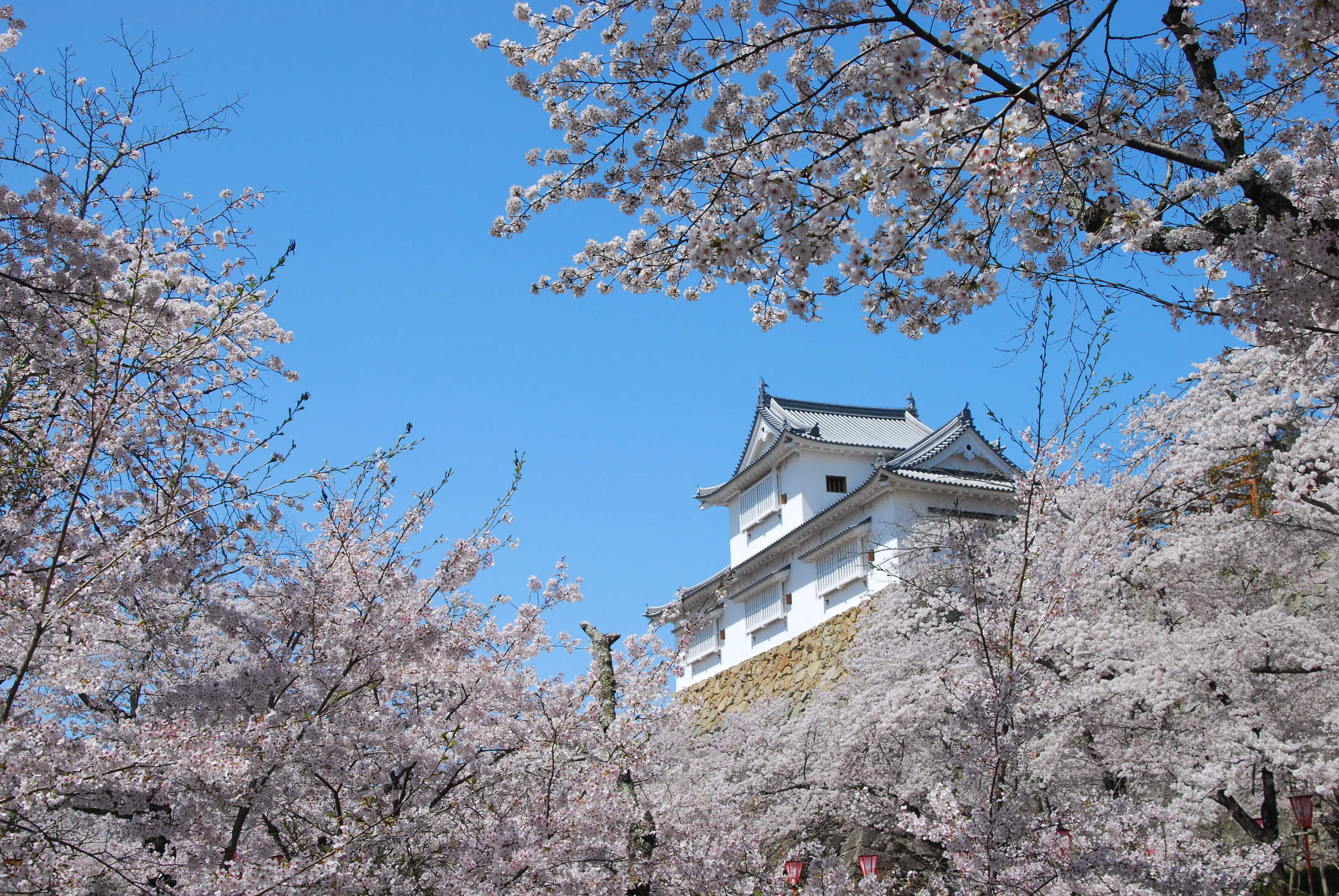
春季開滿的櫻花及備中櫓

## 外部連結
官方网站